# THREE LIGHTS DOWN KINGS
THREE LIGHTS DOWN KINGS（スリーライツダウンキングス）は日本の4人組ロックバンド。通称“サンエル”。所属レーベルはSony Music Associated Recordsを経て、ボーカルが脱退後新しいボーカルを迎え、現在は自主レーベルにて活動。

## 概要
メンバー全員が愛知県出身。エレクトロ、EDM、スクリーモ、ポップ・パンクを融合させた楽曲とLIVEが特徴。
2007年に結成され、2013年にアルバム『LiVERTY』でメジャーデビューする。2015年のメジャー2作目となるアルバム『ENERGIZER』では脱ラウドを掲げ、ラウドバンドの枠では収まらない様を目指した。

## メンバー
- u-ya（ユーヤ） - スクリームボーカル、ギター、プログラミング
- JUNE M（ジューンエム） - ベース
- NORI（ノリ） - ドラムス
- Hiromu（ヒロム）- ボーカル
  - 2016年10月に加入。

## 元メンバー
- Glielmo Ko-ichi（グリエルモコーイチ） - ボーカル

## 来歴
2007年
- 前身バンドからメンバーチェンジを経て名古屋にて結成。

2011年
- 4月20日、1st Single『WE ARE HERE TO CHANGE THE WORLD!!』を会場・indiesmusic.com限定でリリース。indiesmusic.com初登場1位を獲得。
- 9月21日、2nd Single『PLEASE PLEASE FINE / MOV!N'NOW』をタワーレコード名古屋PARCO店限定にてリリース。J-PUNKチャート3週連続1位で即完売。

2012年
- 3月7日、1st Mini Album「HEY!!NOW!!」をタワーレコード限定でリリース。

2013年
- 4月3日、2nd Mini Album「BRAIN WASHING」をリリース。約1万枚の売り上げを記録し、オリコンインディーズアルバムウィークリーチャート初登場2位を獲得、タワーレコード全店J-POP週間アルバムランキングではTOP10にランクイン。
- 11月13日、2,000枚限定Single「As I'm Alive」をリリース（現在は廃盤）。
- 12月4日、1st Full Album「LiVERTY」でSony Music Associated Recordsよりメジャーデビュー。

2014年
- 2月9日から3月20日の間、「LiVERTY TOUR 2014」を敢行。
- 3月6日、第6回CDショップ大賞2014“東海ブロック賞”に「LiVERTY」が選出される。
- 4月4日から4月19日の間、東名阪にて「LiVERTY TOUR 2014-FINAL SERIES-」を敢行。
- 7月2日、メジャー1st Mini Album「ALL or NOTHING」をリリース。
- 10月16日から10月30日の間、THREE LIGHTS DOWN KINGS presents LIVE「ALL or NOTHING」を敢行。
- 11月2日、「-NO GRAMPUS, NO LIFE. - SOUND STADIUM」にて名古屋グランパスの試合前、名古屋市瑞穂公園陸上競技場のピッチにてライブを行う。
- 12月31日、「rockin'on presents COUNTDOWN JAPAN 14/15」出演。

2015年
- 2月11日、メジャー1st Single「NEVER SAY NEVER」（TVアニメ「デュラララ!!×2 承」エンディングテーマ）をリリース。
- 3月18日、2nd Album「ENERGIZER」をリリース。
- 5月8日から5月23日の間、「THREE LIGHTS DOWN KINGS ワンマンツアー2015『ENERGIZER』～伝説のハイエナジー～」を敢行。
- 8月9日、「rockin'on presents　ROCK IN JAPAN FESTIVAL 2015 Supported by BOSE」出演。
- 9月19日、「イナズマロックフェス 2015」出演。
- 10月1日から11月20日の間、「THREE LIGHTS DOWN KINGS～ちょっと早めのグロリアスデイズ2MAN TOUR～」開催。
- 12月2日、メジャー2nd Single「グロリアスデイズ」（テレビ東京系アニメ「銀魂゜」エンディングテーマ）をリリース。

2016年
- 1月27日、3rd Album「ROCK TO THE FUTURE」をリリース。
- 3月6日、「銀魂晴祭り2016（仮）」at 両国国技館 出演。
- 4月3日、04 Limited Sazabys主催「YON FES 2016」出演。
- Glielmo Ko-ichi（Vo）が、6月末をもってバンドから脱退することを発表。
- 4月22日から5月13日の間、「THREE LIGHTS DOWN KINGS ワンマンツアー2016“ROAD TO THE FUTURE ～栄光の日々へ～”」を敢行。
- 6月4日、「Eggs presents SAKAE SP-RING 2016 supported by Tチケット、Audi and RAIZIN Green Wing」 への出演をもってGlielmo Ko-ichiが脱退。
- ko-ichi脱退後、サンエルは6月30日をもって一時活動を休止し再始動に向けた充電期間へと入る。
- 10月1日、新メンバーのHiromu（Vo）を迎えて活動を再開。11月26日に愛知・池下CLUB UPSETで復活ライブを行うことを発表。

## ミュージックビデオ
| 監督       | 曲名                                                          |
| イケダケイ | 「As I'm Alive」「Everybody!! Up to You」「Feel This Moment」 |
|            | 「BRAIN WASH」「ONE」                                         |
| 佐藤啓     | 「REASON」                                                    |

## ライブ

### 主催ライブ・ツアー
- 2013年12月22日-12月27日 - アルバム「LiVERTY」購入者対象アウトストアライブ
- 2014年02月09日-03月20日 - LiVERTY TOUR 2014
(w/ROACH、ENTH、Angry Frog Rebirth、Another Story、Dolls realize、Raven Fall Asleep、眩暈SIREN、ヒトリエ、A Barking Dog Never Bites、ドラマチックアラスカ、UPLIFT SPICE、SECRET 7 LINE、said、！(ファクトリアル)、undervar、B.B.JUNKIE、a crowd of rebellion、FAKE FACE、KEEP YOUR HANDs OFF MY GIRL、真空ホロウ、FABLED NUMBER、OLLiE SiDE UP、彼女 in the display)
- 2014年04月04日-04月19日 - LiVERTY TOUR 2014-FINAL SERIES-
(w/HaKU、NOISEMAKER、鶴、EGG BRAIN)
- 2014年10月16日-10月30日 - THREE LIGHTS DOWN KINGS presents LIVE「ALL or NOTHING」
(w/sfpr、ミソッカス、RAM RIDER)
- 2016年11月26日 - THREE LIGHTS DOWN KINGS復活ワンマンライブ～帰って来たサンエル～

### 出演主要イベント・フェス
- 2012年09月16日 - FLOW THE PARTY 2012「対バンTHE MAX!!!」
- 2013年07月20日 - FREEDOM NAGOYA 2013
- 2014年03月21日 - Mbs×I♡RADIO 786「SANUKI ROCK COLOSSEUM」～BUSTA CUP 5th round～
- 2014年05月25日 - SECRET 7 LINE pre.THICK FESTIVAL 2014
- 2014年06月07日 - SAKAE SP-RING 2014
- 2014年07月20日 - JOIN ALIVE 2014
- 2014年08月22日 - TREASURE05X～burning diamonds～
- 2014年08月23日 - FREEDOM NAGOYA 2014
- 2014年08月31日 - RUSH BALL 2014
- 2014年08月23日 - FREEDOM NAGOYA 2014
- 2014年11月02日 - -NO GRAMPUS, NO LIFE. - SOUND STADIUM＠瑞穂陸上競技場ピッチ
- 2014年12月31日 - rockin'on presents COUNTDOWN JAPAN 14/15

## レギュラーコンテンツ
激ロック：THREE LIGHTS DOWN KINGS グリエルモ コーイチのブレインベーダー（SF映画編）
- 2014年4月からスタートした隔月で掲載されているKo-ichiの連載コラム。SF映画について深く語っている。

Glielmo Ko-ichiのぐりちゃんねる
- Ko-ichiのレギュラーYouTube番組。

FM愛知「RAD ROCK RADIO」
- Ko-ichiとGEN(04 Limited Sazabys)のダブルMC番組。